# Jón Jónsson
Jón Dagbjartur Jónsson (ur. 11 kwietnia 1908 w Arnarfjörður, zm. 2 sierpnia 1973 w Kópavogur) – islandzki piłkarz wodny, olimpijczyk.
Uczestnik Letnich Igrzysk Olimpijskich 1936 w Berlinie. Wraz z drużyną narodową wystąpił we wszystkich trzech meczach fazy grupowej (grał na pozycji napastnika). Islandia rozegrała spotkania przeciwko reprezentacjom: Szwajcarii (1–7), Szwecji (0–11) i Austrii (0–6). Islandczycy zajęli ostatnie miejsce w grupie, a w końcowej klasyfikacji ostatnie 13. miejsce wraz z trzema innymi zespołami.
W latach 30. był rekordzistą kraju w pływaniu.
Zmarł w 1973 roku w wyniku obrażeń odniesionych po upadku z dachu, który malował. Jego żoną była Svava Sigurðardóttir (1922–1994), z którą miał trzy córki: Eddu, Freyję i Hilmar.